# Liste der Kulturdenkmäler in Fürfeld
In der Liste der Kulturdenkmäler in Fürfeld sind alle Kulturdenkmäler der rheinland-pfälzischen Ortsgemeinde Fürfeld aufgeführt. Grundlage ist die Denkmalliste des Landes Rheinland-Pfalz (Stand: 2. August 2023).

## Denkmalzonen
| Bezeichnung                    | Lage                                            | Baujahr | Beschreibung | Bild                           |
| ------------------------------ | ----------------------------------------------- | ------- | --- | ------------------------------ |
| Denkmalzone Jüdischer Friedhof | nordöstlich des Ortes; Distrikt Eichelberg Lage | um 1700 | um 1700/1850 angelegtes Areal mit 98 Grabsteinen von 1836 bis 1936 | weitere Bilder Fotos hochladen |
| Denkmalzone Hof Iben           | östlich des Ortes Lage                          | um 1240 | ehemalige Wasserburg; gotischer Chor der ehemaligen Burgkapelle, um 1240; ehemaliger Chorbogen zugesetzt, Barockprofile aus der Mitte des 18. Jahrhunderts, romanischer Anschluss; barocke Brückenfigur, 18. Jahrhundert; südlich der Kapelle ehemaliges Burghaus, im Kern mittelalterlich | weitere Bilder Fotos hochladen |

## Einzeldenkmäler
| Bezeichnung                                   | Lage                                | Baujahr                              | Beschreibung | Bild                           |
| --------------------------------------------- | ----------------------------------- | ------------------------------------ | --- | ------------------------------ |
| Katholisches Pfarrhaus                        | Bennstraße 1 Lage                   | um 1770                              | spätbarocker Mansardwalmdachbau, um 1770                                                                                 | BW                             |
| Wohnhaus                                      | Bennstraße 5 Lage                   | um 1830                              | ehemalige Schule; klassizistischer Putzbau, um 1830                                                                      | BW                             |
| Wohnhaus                                      | Hochstätter Straße 2 Lage           | um 1700                              | barockes Fachwerkhaus, teilweise massiv, wohl um 1700                                                                    | BW                             |
| Wohnhaus                                      | Hochstätter Straße 10 Lage          | um 1700                              | barockes Fachwerkhaus, teilweise massiv, um 1700, Torfahrt mit Fachwerkspeicher                                          | BW                             |
| Wohnhaus                                      | Kreuznacher Straße 10 Lage          | um 1890                              | gründerzeitlicher Klinkerbau mit Sandsteingliederung, um 1890                                                            | BW                             |
| Wohnhaus                                      | Kreuzstraße 13 Lage                 | um 1700                              | barockes Fachwerkhaus, verputzt, um 1700, ehemalige Torfahrt mit Fachwerk-Überbau                                        | BW                             |
| Katholische Kirche St. Josef und St. Aegidius | Kreuzstraße 18 Lage                 | 1774–76                              | spätbarocker Saalbau, 1774–76, Architekt Peter Reheis, Eschweiler                                                        | weitere Bilder Fotos hochladen |
| Wohnhaus                                      | Kreuzstraße 21 Lage                 | um 1600                              | barockes Wohnhaus, bezeichnet 1740, im Kern wohl um 1600, Stichbogengliederung um 1770/80                                | BW                             |
| Evangelisches Pfarrhaus                       | Mittlere Bennstraße 2 Lage          | um 1895                              | gründerzeitlicher Sandsteinquaderbau, um 1895                                                                            | BW                             |
| Hofanlage                                     | Mittlere Bennstraße 7 Lage          | um 1700                              | Hofanlage; barockes Fachwerkhaus, verputzt, um 1700                                                                      | BW                             |
| Wohnhaus                                      | Rathausstraße 5 Lage                | um 1890                              | gründerzeitlicher Klinkerbau, um 1890                                                                                    | BW                             |
| Wohnhaus                                      | Rathausstraße 8 Lage                | um 1700                              | eingeschossiger barocker Mansarddachbau, um 1700                                                                         | BW                             |
| Rathaus                                       | Rathausstraße 12 Lage               | 1840                                 | spätklassizistischer Putzbau, 1840                                                                                       | Fotos hochladen                |
| Hofanlage                                     | Rathausstraße 15 Lage               | drittes Drittel des 18. Jahrhunderts | Vierseithof; langgestrecktes spätbarockes Wohnhaus, drittes Drittel des 18. Jahrhunderts                                 | Fotos hochladen                |
| Evangelische Kirche                           | Rathausstraße 21 Lage               | 1774–76                              | spätbarock-frühklassizistischer Walmdachbau, 1774–76, ehemaliger gotischer Chorturm, vor 1840 aufgestockt                | weitere Bilder Fotos hochladen |
| Schule                                        | Schulstraße 1 Lage                  | 1900–01                              | zweiflügeliger spätgründerzeitlicher Sandsteinquaderbau, bezeichnet 1900–01                                              | Fotos hochladen                |
| Kreuz                                         | Schulstraße, bei Nr. 1 Lage         | 1808                                 | nachbarockes Sandstein-Kruzifix, bezeichnet 1808                                                                         | BW                             |
| Thalermühle                                   | östlich des Ortes am Appelbach Lage | 18. und 19. Jahrhundert              | Vierseitanlage, 18. und 19. Jahrhundert; spätbarocker Krüppelwalmdachbau, um 1770/80, jüngere Bruch- und Backsteinbauten | BW                             |